# Oleksandrija
Oleksandrija (ukr. Олександрія, rus.: Александрия/Alexandrija) je grad u središnjoj Ukrajini u Kirovogradskoj oblasti.

## Povijest
Oleksandrija se prvi puta spominje 1754. ili 1746., status grada dobila je 1784. godine.

## Zemljopis
Oleksandrija se nalazi u središnjoj Ukrajini na rijekama Inhulec' i Berezivka, udaljena je 75 km sjeveroistično do Kirovograda. Kroz grad prolazi važna prometnica koja spaja Kišinjev i Kijev.

## Stanovništvo
Po službenom popisu stanovništva iz 2001. godine, grad je imao 104.500 stanovnika, prema procjeni stanovništva iz 2009. godine grad je imao oko 93.300 stanovnika.

### Etnički sastav
Većinsko stanovništva grada su Ukrajinci, a postoje i brojne nacionalne manjine Rusi, Armenci, Židovi, Nijemci i ostali.
Etnički sastav grada je i dalje vrlo raznolik:
| Nacionalnost        | 1897. (%) | 1989.* (%) | 2001.* (%) |
| ------------------- | --------- | ---------- | ---------- |
| ukrajinci           | 54,7      | 79,0       | 87,3       |
| židovi              | 26,3      |            |            |
| rusi                | 16,8      | 18,7       | 11,0       |
| poljaci             | 1,24      |            |            |
| nijemci             | 0,5       |            |            |
| moldavci            | 0,09      | 0,2        | 0,1        |
| grci                | 0,07      | 0,3        | 0,2        |
| bjelorusi           | 0,05      | 0,8        | 0,5        |
| armenci             |           | 0,1        | 0,1        |
| Ukupno stanovništvo | 14 007    | 102.320    | 92.600     |

*Nema naselja podređen gradskom vijeću

## Gradovi prijatelji
- Jarocin, Poljska
- Xun-I, Kina

## Poznate osobe
- Leonid Popov, sovjetski kozmonaut

## Galerija
- Gimnazija
- Stara slika grada‎‎
- Kaznionica

## Vanjske poveznice
- Službena stranica grada  Arhivirana inačica izvorne stranice od 8. prosinca 2010. (Wayback Machine)

### Ostali projekti
|  | Zajednički poslužitelj ima još gradiva o temi Oleksandrija |